# Chlorobyrrhulus viridis
Chlorobyrrhulus viridis là một loài bọ cánh cứng trong họ Byrrhidae. Loài này được Kuzmina & Korotyaev miêu tả khoa học năm 1987.